# Impetigo
Impetigo — американская рок-группа из штата Иллинойс. Группа играла в жанрах хардкор, грайндкор, горграйнд и дэт-метал. Группа стала одной из первых использовать клипы из фильмов и других средств массовой информации как заставки для своих песен.
В 2003 году лейбл Razorback Records издал трибьют-альбом Wizards Of Gore, на котором песни Impetigo исполнили  известные грайндкор-группы, например Blood Duster, Mortician, Machetazo, Impaled, Haemorrhage, Exhumed, Cock and Ball Torture, Lymphatic Phlegm, Last Days of Humanity, Gore Beyond Necropsy, Lord Gore, и другие.
Стиль группы менялся в течение времени, в последнее время преобладал дэт-метал.
В 1993 году группа прекратила регулярную деятельность, в 2007 году собралась вновь для одного реюнион-концерта.

## Участники группы
- Стево Доббинс — вокал, бас.
- Марк Савикис — гитара.
- Дан Малин — барабаны.
- Скотти Бросс — гитара.

## Дискография
Студийные альбомы
- Ultimo Mondo Cannibale (1990)
- Horror of the Zombies (1992)

Мини-альбомы
- Buio Omega (1991)
- Faceless (1991)

Концертные альбомы
- Live Total Zombie Gore Holocaust (2008)
- Defiling the Stage (2010, DVD)

Сборники
- Giallo/Antefatto (2000)
- From the Bloody Past (2003)
- Legacy of Gore (Giallo / All We Need Is Cheez) (2013)

Сплиты
- Antefatto (1991, совместно с Blood)
- Flesheating Fiends (1993, совместно с Teratogenic)
- Primitives (1999, совместно с Transgressor)
- Late Night Necrophiliac Fun (2000, совместно с Ingrowing)
- Impetigo / Noise Nihilist (2018, совместно с Noise Nihilist)

Демо
- All We Need Is Cheez (1987)
- Giallo (1989)
- 1990 Promo Tape (1990)